# Saison 2 de Star Trek
Chronologie
Saison 1 de
Star Trek Saison 3 de
Star Trek
Cette page présente les épisodes de la saison 2 de la série télévisée Star Trek.

## Distribution
- William Shatner (VQ : Yvon Thiboutot) : Capitaine James T. Kirk
- Leonard Nimoy (VQ : Régis Dubos) : Spock
- DeForest Kelley (VQ : Michel Georges) : Dr Leonard McCoy
- James Doohan (VQ : Julien Bessette) épisodes 2 à 22 et François Cartier épisodes 23 à 79 sauf épisode 61) : Montgomery Scott
- George Takei (VQ : Daniel Roussel) : Hikaru Sulu
- Walter Koenig (VQ : André Montmorency) : Pavel Chekov (saisons 2 et 3)
- Nichelle Nichols : (VQ : Arlette Sanders) : Nyota Uhura
- Majel Barrett : Christine Chapel

## Liste des épisodes
1. Le Mal du pays
2. Pauvre Apollon
3. Le Korrigan
4. Miroir
5. La Pomme
6. La Machine infernale
7. Dans les griffes du chat
8. Mudd
9. Guerre, amour et compagnon
10. Un Tour à Babel
11. Un enfant doit mourir
12. Les Années noires
13. Obsession
14. Un Loup dans la bergerie
15. Tribulations
16. Les Enchères de Triskelion
17. Une partie des actions
18. Amibe
19. Guerre et magie
20. Retour sur soi-même
21. Fraternitaire
22. Tu n'es que poussière
23. Nous, le peuple
24. Unité multitronique
25. Sur les chemins de Rome
26. Mission : Terre

### Épisode 1:Le Mal du pays
- Titre original : Amok Time
- Numéro : 30 (2–1)
- Scénariste : Theodore Sturgeon
- Réalisateur : Joseph Pevney
- Diffusion(s) :
  -  États-Unis : 15 septembre 1967
  -  France : 31 juillet 1986 sur La Cinq
- Date stellaire : 3372.7
- Résumé : Se comportant bizarrement, Spock se fait examiner par le docteur McCoy et explique qu'il est entré dans un nouveau cycle vulcain : le Pon farr. Il doit se rendre d'urgence sur la planète Vulcain, sinon, il mourra.
- Commentaire(s) :

### Épisode 2:Pauvre Apollon
- Titre original : Who Mourns for Adonais?
- Numéro : 31 (2–2)
- Scénariste(s) : Gilbert A. Ralston et Gene L. Coon
- Réalisateur(s) : Marc Daniels
- Diffusion(s) :
  -  États-Unis : 22 septembre 1967
  -  France : 10 juillet 1986 sur La Cinq
- Date stellaire : 3468.1
- Résumé : Pendant l'exploration du système Beta Geminorum, l'équipage de l'Enterprise découvre une forme de vie inconnue sur la planète Pollux IV. La créature prétend être Apollon.
- Commentaire(s) :

### Épisode 3:Le Korrigan
- Titre original : The Changeling
- Numéro : 32 (2–3)
- Scénariste(s) : John Meredyth Lucas
- Réalisateur(s) : Marc Daniels
- Diffusion(s) :
  -  États-Unis : 29 septembre 1967
  -  France : 19 juillet 1986 sur La Cinq
- Date stellaire : 3451.9
- Résumé : Alertée par la disparition soudaine du système Malurian et de ses 4 milliards d'habitants, la Fédération dépêche l'Enterprise qui découvre que la cause du massacre est une sonde terrienne du XXIe siècle : Nomad. Cette sonde, qui était destinée à rechercher de nouvelles formes de vie, est entrée accidentellement en contact avec une autre sonde automatique : Tan Ru. Le mélange des deux programmes a donné un nouveau programme à Nomad : stériliser toute forme de vie imparfaite.
- Commentaire(s) : Le scénario a servi de base à celui du long métrage Star Trek, le film.

### Épisode 4:Miroir
- Titre original : Mirror, Mirror
- Numéro : 33 (2–4)
- Scénariste(s) : Jerome Bixby
- Réalisateur(s) : Marc Daniels
- Diffusion(s) :
  -  États-Unis : 6 octobre 1967
  -  France : 26 juillet 1986 sur La Cinq
- Date stellaire : inconnue
- Résumé : Un orage ionique détraque le télétransporteur. Le capitaine Kirk, le docteur McCoy, Uhara et Scott se retrouvent transportés dans un univers parallèle. Ils sont bien sur l'Enterprise, mais le personnel est violent. Les officiers obtiennent de l'avancement grâce à l'assassinat.
- Commentaire(s) : C'est cet épisode qui a inspiré le nom du groupe Spock's beard .

### Épisode 5:La Pomme
- Titre original : The Apple
- Numéro : 34 (2–5)
- Scénariste(s) : Max Ehrlich et Gene L. Coon
- Réalisateur(s) : Joseph Pevney
- Diffusion(s) :
  -  États-Unis : 13 octobre 1967
  -  France : 26 juillet 1986 sur La Cinq
- Date stellaire : 3715.0
- Résumé : Lors de leur visite sur la planète Gamma Trianguli VI, l'équipage de l'Enterprise croit trouver une planète paradisiaque, mais ils s'aperçoivent vite que chaque plante est piégée et que tous les habitants adorent un dieu étrange.
- Commentaire(s) :

### Épisode 6:La Machine infernale
- Titre original : The Doomsday Machine
- Numéro : 35 (2–6)
- Scénariste(s) : Norman Spinrad
- Réalisateur(s) : Marc Daniels
- Diffusion(s) :
  -  États-Unis : 20 octobre 1967
  -  France : 13 mars 1983 sur TF1
- Date stellaire : 4202.9
- Résumé : Enquêtant sur la destruction de plusieurs systèmes solaires, Kirk découvre l'USS Constellation, un autre vaisseau de la classe Constitution, quasiment détruit avec un seul survivant: le capitaine Matthew Decker. Le responsable de tous ces dommages est une machine immense qui se « nourrit » de planètes.
- Commentaire(s) : C'est le fils de Matthew Decker qui assurera le commandement de l'Enterprise en 2270, au retour de la mission de 5 ans de Kirk (cf. Star Trek I).

### Épisode 7:Dans les griffes du chat
- Titre original : Catspaw
- Numéro : 36 (2–7)
- Scénariste(s) : Robert Bloch
- Réalisateur(s) : Joseph Pevney
- Diffusion(s) :
  -  États-Unis : 27 octobre 1967
  -  France : 2 janvier 1983 sur TF1
- Date stellaire : 3018.2
- Résumé : Sur Pyris VII, l'équipage de l'Enterprise découvre une forme de vie inconnue, capable de transmuter la matière grâce à une sorte de sceptre.
- Commentaire(s) :

### Épisode 8:Mudd
- Titre original : I, Mudd
- Numéro : 37 (2–8)
- Scénariste(s) : Stephen Kandell et David Gerrold
- Réalisateur(s) : Marc Daniels
- Diffusion(s) :
  -  États-Unis : 3 novembre 1967
  -  France : 15 septembre 1986 sur La Cinq
- Date stellaire : 4513.3
- Résumé : Un androïde prend le contrôle de l'Enterprise et le détourne vers une planète inconnue. Kirk y retrouve Mudd (cf. Trois femmes dans un vaisseau) qui espère prendre le contrôle du vaisseau et de toute la Fédération grâce à ses androïdes.
- Commentaire(s) :

### Épisode 9:Guerre, amour et compagnon
- Titre original : Metamorphosis
- Numéro : 38 (2–9)
- Scénariste(s) : Gene L. Coon
- Réalisateur(s) : Ralph Senensky
- Diffusion(s) :
  -  États-Unis : 10 novembre 1967
  -  France : 8 juillet 1986 sur La Cinq
- Date stellaire : 3219.4
- Résumé : Une navette emportant Kirk, Spock, Mc Coy et Nancy Hedford (atteinte d'une maladie incurable) est détournée et s'écrase sur la planète Gamma Canaris N. Ils découvrent que les seuls habitants de cette planète sont une entité gazeuse et le scientifique Zefram Cochrane, disparu en 2117. Zefram est le découvreur de l'espace Warp et l'inventeur de la propulsion Warp (moteur à distorsion) permettant de voyager plus vite que la lumière.
- Commentaire(s) :

### Épisode 10:Un tour à Babel
- Titre original : Journey to Babel
- Numéro : 39 (2–10)
- Scénariste(s) : D. C. Fontana
- Réalisateur(s) : Joseph Pevney
- Diffusion(s) :
  -  États-Unis : 17 novembre 1967
  -  France : 1er août 1986 sur La Cinq
- Date stellaire : 3842.3
- Résumé : L'Enterprise doit transporter des ambassadeurs de différentes planètes sur Babel pour des discussions. Un des ambassadeurs est assassiné.
- Commentaire(s) :

### Épisode 11:Un enfant doit mourir
- Titre original : Friday's Child
- Numéro : 40 (2–11)
- Scénariste(s) : D. C. Fontana
- Réalisateur(s) : Joseph Pevney
- Diffusion(s) :
  -  États-Unis : 1er décembre 1967
  -  France : 30 septembre 1986 sur La Cinq
- Date stellaire : 3497.2
- Résumé : La Fédération apprend que les habitants de la planète Capella IV s'apprêtent à signer un traité avec les Klingons et dépêche Kirk pour les en dissuader. À son arrivée Kirk trouve une situation embrouillée car les Cappellans luttent également entre eux pour le pouvoir. Après avoir violé un tabou, Kirk, Spock et Mc Coy sont poursuivis par les Cappellans et les Klingons.
- Commentaire(s) :

### Épisode 12:Les Années noires
- Titre original : The Deadly Years
- Numéro : 41 (2–12)
- Scénariste(s) : David P. Darmon
- Réalisateur(s) : Joseph Pevney
- Diffusion(s) :
  -  États-Unis : 8 décembre 1967
  -  France : 16 janvier 1983 sur TF1
- Date stellaire : 3478.2
- Résumé : Kirk, Spock, Scott et McCoy sont atteints de gérontisme aigu : ils vieillissent de 30 ans par jour.
- Commentaire(s) :

### Épisode 13:Obsession
- Titre original : Obsession
- Numéro : 42 (2–13)
- Scénariste(s) : Art Wallace
- Réalisateur(s) : Ralph Senensky
- Diffusion(s) :
  -  États-Unis : 15 décembre 1967
  -  France : 2 août 1986 sur La Cinq
- Date stellaire : 3619.2
- Résumé : L'USS Enterprise rencontre une créature gazeuse responsable de la mort de plusieurs membres d'équipage sur l'USS Farragut en 2257, alors que Kirk servait sur ce vaisseau. Kirk n'a plus alors qu'une seule obsession: poursuivre et détruire la créature.
- Commentaire(s) :

### Épisode 14:Un loup dans la bergerie
- Titre original : Wolf in the Fold
- Numéro : 43 (2–14)
- Scénariste(s) : Robert Bloch
- Réalisateur(s) : Joseph Pevney
- Diffusion(s) :
  -  États-Unis : 22 décembre 1967
  -  France : 9 septembre 1986 sur La Cinq
- Date stellaire : 3614.9
- Résumé : Sur la planète Argelius II, Scott, qui était en permission, est accusé d'avoir poignardé une femme. Kirk mène l'enquête et découvre une créature dont l'existence remonte à l'époque de Jack l'Éventreur.
- Commentaire(s) :

### Épisode 15:Tribulations
- Titre original : The Trouble With Tribbles
- Numéro : 44 (2–15)
- Scénariste(s) : David Gerrold
- Réalisateur(s) : Joseph Pevney
- Diffusion(s) :
  -  États-Unis : 29 décembre 1967
  -  France : 11 septembre 1986 sur La Cinq
- Date stellaire : 4523.3
- Résumé : Des Tribules (petits animaux affectueux en forme de boule de poils) envahissent le vaisseau Enterprise pendant que la Fédération tente de faire pousser une plante nutritive sur une planète fertile que les Klingons cherchent à s'appropier.
- Commentaire(s) :

### Épisode 16:Les Enchères de Triskelion
- Titre original : The Gamesters of Triskelion
- Numéro : 45 (2–16)
- Scénariste(s) : Margaret Armen
- Réalisateur(s) : Gene Nelson
- Diffusion(s) :
  -  États-Unis : 5 janvier 1968
  -  France : 14 août 1986 sur La Cinq
- Date stellaire : 3211.7
- Résumé : Kirk, Chekhov et Uhura sont enlevés lors d'une mission de reconnaissance sur une planète non habitée et gardés prisonniers sur une autre planète par des "pourvoyeurs" les réduisant en esclavage et les obligeant à se battre comme des gladiateurs dans une sorte d'arène où ils font l'objet de paris.
- Commentaire(s) :

### Épisode 17:Une partie des actions
- Titre original : A Piece of the Action
- Numéro : 46 (2–17)
- Scénariste(s) : David P. Harmon et Gene L. Coon
- Réalisateur(s) : James Komack
- Diffusion(s) :
  -  États-Unis : 12 janvier 1968
  -  France : 29 juillet 1986 sur La Cinq
- Date stellaire : 4598.0
- Résumé : La Fédération reçoit un message de détresse d'un vieux vaisseau: l'USS Horizon, disparu en 2168. En arrivant sur les lieux (la planète Sigma Iota II), l'équipage découvre que toute la planète vit sur le modèle de Chicago pendant la prohibition à cause d'un livre oublié par l'équipage de l'Horizon lors de son passage.
- Commentaire(s) :

### Épisode 18:Amibe
- Titre original : The Immunity Syndrome
- Numéro : 47 (2–18)
- Scénariste(s) : Robert Sabaroff
- Réalisateur(s) : Joseph Pevney
- Diffusion(s) :
  -  États-Unis : 19 janvier 1968
  -  France : 23 janvier 1983 sur TF1
- Date stellaire : 4307.1
- Résumé : La Fédération envoie d'urgence l'USS Enterprise pour enquêter sur la destruction de l'USS Intrepid et celle du système Gamma 7A. Kirk découvre un organisme qui semble fait d'antimatière et se nourrit de tout ce qu'il trouve.
- Commentaire(s) :

### Épisode 19:Guerre et Magie
- Titre original : A Private Little War
- Numéro : 48 (2–19)
- Scénariste(s) : Gene Roddenberry et Jud Crucis
- Réalisateur(s) : Marc Daniels
- Diffusion(s) :
  -  États-Unis : 2 février 1968
  -  France : 27 juillet 1986 sur La Cinq
- Date stellaire : 4211.4
- Résumé : Une équipe de l'Enterprise poursuit une mission d'observation sur une planète dont les habitants sont très peu développés technologiquement. Kirk s'aperçoit alors que deux tribus sont en guerre et que l'une d'elles possède des armes à feu fournies par les Klingons. Kirk doit décider s'il fournit des armes à l'autre tribu pour équilibrer les forces, au risque de violer la directive première.
- Commentaire(s) : De l'aveu de Gene Roddenberry, cet épisode est une représentation de la guerre du Viêt Nam.

### Épisode 20:Retour sur soi-même
- Titre original : Return to Tomorrow
- Numéro : 49 (2–20)
- Scénariste(s) : John Kingsbridge
- Réalisateur(s) : Ralph Senensky
- Diffusion(s) :
  -  États-Unis : 9 février 1968
  -  France : 24 juillet 1986 sur La Cinq
- Date stellaire : 4768.3
- Résumé : Au cours d'une mission d'exploration, l'équipage de l'Enterprise découvre les vestiges d'une guerre qui a eu lieu un demi-million d'années auparavant et dont il ne reste que trois « esprits » survivants. Avec l'accord de Kirk, Spock et un membre d'équipage, ils prennent possession des 3 corps le temps de construire des androïdes dans lesquels ils pourront être hébergés éternellement.
- Commentaire(s) :

### Épisode 21:Fraternitaire
- Titre original : Patterns of Force
- Numéro : 50 (2–21)
- Scénariste(s) : John M. Lucas
- Réalisateur(s) : Vincent McEveety
- Diffusion(s) :
  -  États-Unis : 16 février 1968
  -  France : 20 septembre 1986 sur La Cinq
- Date stellaire : 2534.0
- Résumé : Kirk est chargé d'enquêter sur la disparition de l'observateur John Gill. À l'approche de la planète Ekos, l'Enterprise est attaqué par des fusées équipées d'ogives nucléaires. Kirk, Spock et McCoy découvrent bientôt que toute la planète vit sur le modèle nazi. John Gill semblerait avoir violé la Prime Directive et influencé la civilisation Ekosienne.
- Commentaire(s) :

### Épisode 22:Tu n'es que poussière
- Titre original : By Any Other Name
- Numéro : 51 (2–22)
- Scénariste(s) : D.C. Fontana & Jerome Bixby
- Réalisateur(s) : Marc Daniels
- Diffusion(s) :
  -  États-Unis : 23 février 1968
  -  France : 21 juillet 1986 sur La Cinq
- Date stellaire : 4768.3
- Résumé : Répondant à un signal de détresse, l'Enterprise est capturé par trois agents de l'Empire Kelvan, de la galaxie d'Andromède. Ceux-ci veulent retourner chez eux avec l'Enterprise, prévoyant que le trajet durera 300 ans.
- Commentaire(s) :

### Épisode 23:Nous, le peuple
- Titre original : The Omega Glory
- Numéro : 52 (2–23)
- Scénariste(s) : Gene Roddenberry
- Réalisateur(s) : Vincent McEveety
- Diffusion(s) :
  -  États-Unis : 1er mars 1968
  -  France : 8 août 1986 sur La Cinq
- Date stellaire : inconnue
- Résumé : L'équipage de l'Enterprise découvre l'USS Exeter inhabité, en orbite autour de la planète Omega IV. Une fois à bord Kirk découvre les restes de l'équipage, tué par un virus probablement ramené de la planète. Une fois sur la planète, Kirk découvre le capitaine de l'Exeter : Ronald Tracey.
- Commentaire(s) :

### Épisode 24:Unité multitronique
- Titre original : The Ultimate Computer
- Numéro : 53 (2–24)
- Scénariste(s) : D.C Fontana et Lawrence N. Wolf
- Réalisateur(s) : John M. Lucas
- Diffusion(s) :
  -  États-Unis : 8 mars 1968
  -  France : 20 août 1986 sur La Cinq
- Date stellaire : 4729.4
- Résumé : Un nouveau type d'ordinateur, créé par le Dr Richard Daystrom, est installé à bord de l'USS Enterprise NCC-1701 pour des tests. Son but est à terme de remplacer les Humains à bord des vaisseaux de la flotte.
- Commentaire(s) :

### Épisode 25:Sur les chemins de Rome
- Titre original : Bread and Circuses
- Numéro : 54 (2–25)
- Scénariste(s) : Gene L. Coon et Gene Roddenberry
- Réalisateur(s) : Ralph Senensky
- Diffusion(s) :
  -  États-Unis : 15 mars 1968
  -  France : 3 août 1986 sur La Cinq
- Date stellaire : 4040.7
- Résumé : L'Enterprise part à la recherche d'un vaisseau disparu, autour de la planète 892 IV. En se téléportant sur la planète, Kirk, Spock et McCoy découvrent que celle-ci est occupée par une civilisation semblable à celle de l'Empire Romain. Kirk est encore plus surpris de trouver le capitaine du vaisseau disparu en train d'assister tranquillement au massacre de ses hommes dans l'arène.
- Commentaire(s) :

### Épisode 26:Mission: Terre
- Titre original : Assignment: Earth
- Numéro : 55 (2–26)
- Scénariste(s) : Art Wallace et Gene Roddenberry
- Réalisateur(s) : Marc Daniels
- Diffusion(s) :
  -  États-Unis : 29 mars 1968
  -  France : 9 janvier 1983 sur TF1
- Date stellaire : inconnue
- Résumé : L'USS Enterprise est envoyé volontairement dans le temps sur la Terre, en 1968, pour enquêter sur une aide extra-terrestre qu'aurait reçu la Terre pendant l'âge nucléaire.
- Commentaire(s) :